# Water Boyy The Series
 Water Boyy The Series  est un drama BL thaïlandais adapté du film thaïlandais de 2015 Water Boyy. La série est diffusée du 9 avril au 9 juillet 2017 sur GMM 25, sur Line TV et sur YouTube.

## Personnages
- Waii est le capitaine et le membre le plus populaire du club de natation de L'Ocean College, mais ne participe jamais aux compétitions. Il a une relation difficile avec son père qui est aussi l'entraîneur de l'équipe. Il a une petite-amie.
- Apo est le nouveau membre du club de natation et colocataire de Waii.
- Fah est le nouveau secrétaire du club de natation.
- Pan est un garçon manqué et la seule membre féminine du club de natation. Elle est lesbienne.
- Min est un champion de course à pied et capitaine du club d'athlétisme de L'Ocean College.
- Wan

## Distribution
- Pirapat Watthanasetsiri: Waii
- Thitipoom Techaapaikhun: Apo
- Nawat Phumphothingam: Fah
- Piglet: Pan
- Techarukpong Chatchawit: Min
- Sananthachat Thanapatpisal : Wan

|                                               |
| Pirapat Watthanasetsiri l'interprète de Waii. |

|                                            |
| Thitipoom Techaapaikhun l'interprète d'Apo |

|                                           |
| Nawat Phumphothingam l'interprète de Fah. |

|                                              |
| Techarukpong Chatchawit l'interprète de Min. |

|                                                 |
| Sananthachat Thanapatpisal l'interprète de Wan. |

## Musiques
- Opening : Techarukpong Chatchawit - Proong Nee Took Wun
- Ending : Piglet (de Sugar Eyes) - Yoo Dtrong Nee Laeo mai Mee Krai Ruk